# Kirk Alyn
Kirk Alyn (Oxford, 8 de outubro de 1910 — The Woodlands, 14 de março de 1999) foi um ator estadunidense, mais conhecido por ter interpretado o personagem Superman no seriado de 1948 Superman, e na sequência, em 1950, Atom Man vs Superman. Teve participação em mais de 60 filmes, entre seriados, longa-metragens e filmes feitos para televisão.

## Biografia
Kirk Alyn  nasceu John Feggo, Jr. em Oxford, Nova Jérsei, em 8 de outubro de 1910, de pais imigrantes húngaros. Em sua juventude, viveu em Wharton, Nova Jérsei. Há uma placa comemorativa em sua homenagem no edifício municipal.
Alyn começou sua carreira como um menino de coro na Broadway, aparecendo em musicais tais como Girl Crazy, Of Thee I Sing e Hellzapoppin nos anos 1930.
Trabalhou, também, como cantor e dançarino em vaudeville antes de se mudar para Hollywood, nos anos 1940 para atuar em filmes. Fez inicialmente apenas pequenos papeis em filmes de baixo orçamento, até fazer o papel de Superman em 1948.
Além de Superman, Alyn estrelou outros seriados, como Federal Agents vs. Underworld, Inc (1948), Radar Patrol vs. Spy King (1950) e Blackhawk (1952).
Alyn recorda o dia em que o produtor Sam Katzman lhe pediu para interpretar o Super-homem:
"Eu pensei que era um golpe publicitário. Não pensei que se poderia colocar o Superman em um filme. Trouxeram as pessoas da DC Comics e eles disseram, “Ei, ele parece apenas Clark Kent”. Disseram para tirar a camisa, então eu fiz e flexionei meus músculos. Então disseram, “tira as calças” e eu respondi, “espere um minuto”. Eu tinha 37 anos quando interpretei o Superman. Eu peguei aquela garota e corri até aquele lance de escadas, como se nada fosse". (I thought it was a publicity stunt. I didn't think you could ever put Superman on film. They brought the people from D.C. Comics [sic] over and they said, 'Hey, he looks just like Clark Kent.' They said take off your shirt, so I did and flexed my muscles. Then the guy said, 'Take off your pants' and I said, 'Wait a minute.' I was 37 when I played Superman. I picked up that girl and ran up that flight of stairs like it was nothing").
Alyn apareceu como Superman no primeiro seriado Superman, realizado em 1948. O seriado consistia de 15 episódios, que recontavam a chegada do Superman na Terra, como conseguir um emprego como repórter no jornal Daily Planet e o encontro com Lois Lane e Jimmy Olsen. A trama principal consistia na batalha do Superman contra Spider Lady. Dois anos depois, Atom Man vs. Superman foi realizado, apresentando Lyle Talbot como o arquiinimigo de Superman, Lex Luthor. Esse seriado incluía uma sequência envolvendo uma misteriosa dimensão alternativa, ao contrário da “Phantom Zone”, que não apareceria nas histórias em quadrinhos por mais 11 anos.
Alyn apresentou um retrato diferente de Clark Kent, adicionando o elemento do disfarce. Isto foi na tradição do Superman do rádio, Bud Collyer. Por outro lado, seu sucessor, George Reeves atuou nos dois papéis de forma muito parecida, como apontado no livro de Gary Grossmans, Superman: Serial to Cereal. O vôo do personagem foi efetuado com Alyn saltando, no ponto em que ele se transformava em um personagem animado por meio de rotoscopia e voava. Alyn tinha tentado voar suspenso por fios escondidos para o primeiro seriado, mas os fios acabaram sendo claramente visíveis, afinal de contas, e aquela filmagem foi descartada.
Após interpretar Superman, novamente, ele sofreu problemas para novas atuações. Além de estrelar em alguns seriados, conseguiu alguns papéis em séries de TV e filmes, alguns até mesmo não creditados, até se aposentar. Quando o Superman foi adaptado para a televisão, em 1951, Alyn declaradamente foi convidado, mas recusou. Em 1971, ele publicou uma autobiografia intitulada A Job for Superman.
Alyn teve um pequeno papel, ao lado da co-estrela do seriado, Noel Neill, como os pais da jovem Lois Lane, no filme de 1978, Superman. Em uma breve entrevista no set, ele explicou seu método de retratar o Super-homem e Clark Kent, contido em um documentário narrado por Ernie Anderson, The Making of Superman: The Movie (1978).
Em 1981, Alyn atuou como "Pa Cant" na paródia "Superbman: The Other Movie", um papel que durou apenas alguns segundos, pois Cant morre de ataque cardíaco imediatamente após descobrir o estranho visitante do planeta Krapton. O último filme de Alyn foi Scalps, em 1983. Em 1988, participou do especial de TV Superman 50th Anniversary Special.
Embora Alyn sempre tenha culpado o seu sucesso como Superman como o fator que sufocou a sua carreira de ator, beneficiado por uma onda de nostalgia para o super-herói na década de 70, na demanda do circuito de convenções de quadrinhos, declarou:
"Interpretar o Super-homem arruinou a minha carreira de ator e fui amargo por muitos anos sobre a coisa toda. Mas agora, ele disse em 1972, está finalmente começando a pagar". (Playing Superman ruined my acting career and Ive been bitter for many years about the whole thing. But now its finally starting to pay off.).

## Vida pessoal
Quando foi para Hollywood, Alyn conheceu a atriz e dançarina Virginia O'Brien, com quem casou em 1942, tendo um filho e duas filhas. O casal se divorciou em 1955. Alyn morreu em 14 de março de 1999, em The Woodlands, Texas, aos 88 anos. Ele foi socorrido pelos três filhos que tevecom O’Brien: Terri O’Brien, Elizabeth Watkins e John Feggo.

## Filmografia parcial
- "Fast and Loose" (1930)
- "Private Lessons" (1934)
- "Rooftop Frolics" (1937)
- "Lucky Jordan" (1942)
- "You Were Never Lovelier" (1942)

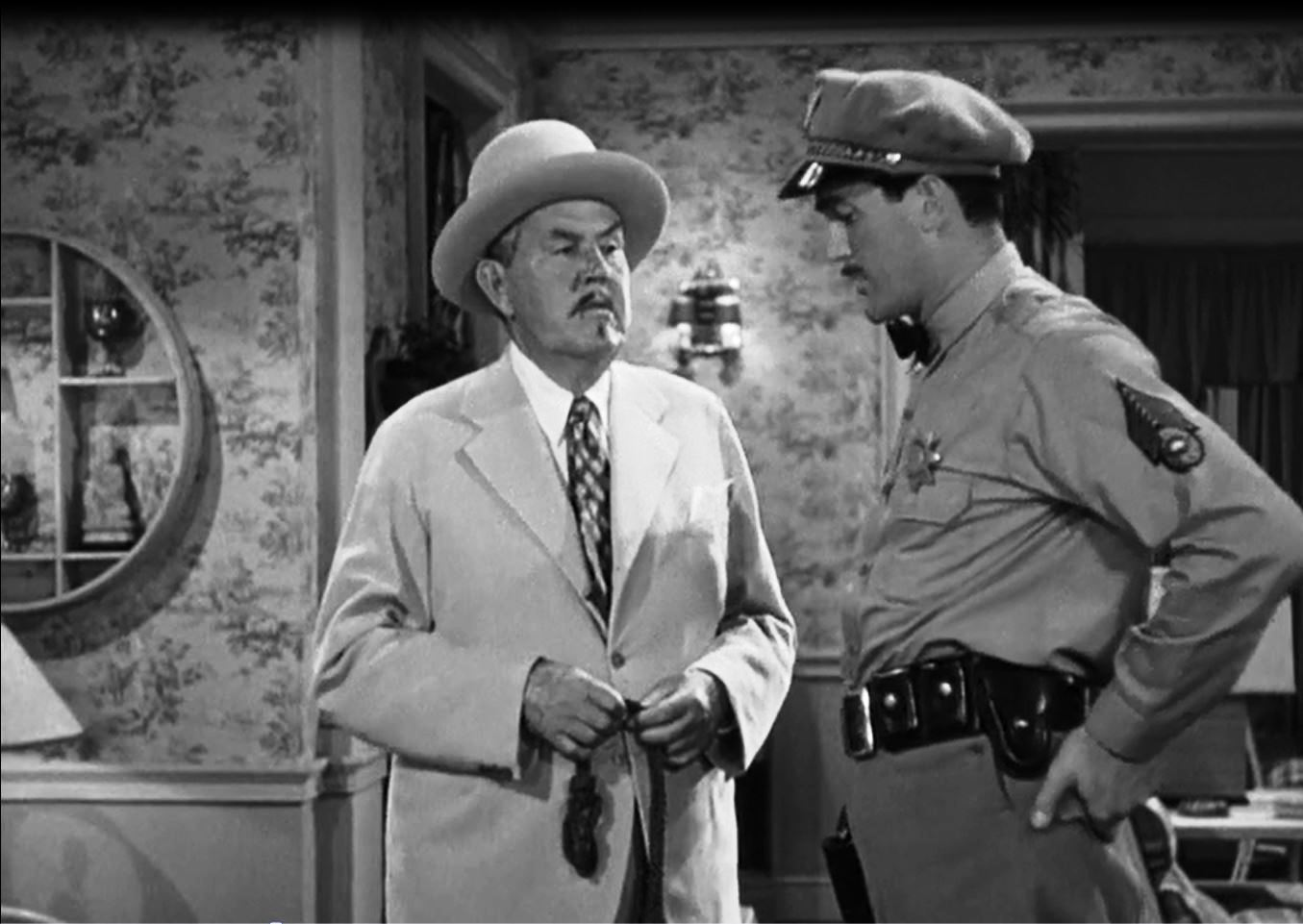

- "Action in the North Atlantic" (Comboio para o Leste) (1943)
- "A Guy Named Joe" (1943)
- "The Eddy Duchin Story" (Melodia Imortal) (1946) – não-creditado
- "Storm Over Lisbon" (1946)
- "Daughter of Don Q" (1946)
- "The Three Musketeers" (1948) - não-creditado
- "Superman" (1948)
- "Federal Agents vs. Underworld, Inc" (1948)
- "Bride of Vengeance" (1949)
- "Atom Man vs Superman" (1950)
- "Radar Patrol vs. Spy King" (1950)
- "The Savage" (Trágica Emboscada) (1952)
- "Blackhawk" (1952)
- "Annie Oakley" – episódios The Iron Smoke-Wagon (14 Ago. 1954) e Annie Meets Some Tenderfeet (15 Maio 1954)
- "Buffalo Bill Jr." – episódios Blazing Guns (24 Ago. 1956) e Silver Mine Mystery (16 Ago. 1956)
- "Golden Hands Of Kurigal" (1966)
- "Banning" (1967)
- "The Great White Hope" (A Grande Esperança Branca) (1970) – não creditado
- "Superman" (1978)
- "Battlestar Galactica" – episódio War of the Gods: Part 1 (14 Jan. 1979)
- "Naked City" (Cidade Nua) – episódio Burst of Passion (20 Jan. 1959)[9]
- "P.J." (1968), "Scalps" (1983)

## Homenagens
Alyn foi o “Grand Marshal” de Metropolis, Illinois, no “Desfile de Natal” de Illinois e nas “Celebrações Anuais do Superman” várias vezes. Em 1985, a DC Comics chamou Alyn como um dos homenageados na publicação do 50º aniversário da companhia, Fifty Who Made DC Great.